# Български ландрас (специализирана линия Ch)
Български ландрас (специализирана линия Ch) е българска порода свине с предназначение производство на месо и като бащина линия при производствота на хибридни свине майки.

## Разпространение
Породата е разпространена в промишлени стопанства Северна България. Създадена е, чрез сложно възпроизводително кръстосване, при което участие са взели представители на шведски, холандски и английски ландрас. Целта и била да се получат свине с малка и олекотена глава с широк, прав и дълъг гръб и много добре замускулени и оформени бутове.
Към 2008 г. броят на представителите на породата е бил 2100 индивида.
Рисков статус – уязвима.

## Описание
Животните са с малка и лека глава с клепнали уши. Имат широк, прав и дълъг гръб. Краката са със здрави кости и правилна постановка. Бутовете са добре оформени. Кожата е бяла, понякога се срещат и черни петна, покрити с бяла четина.
Живородените прасета в прасило са 10 – 10,5 броя. Маса от 90 kg достигат на 170 дневна възраст. Средната дебелина на сланината при 100 kg маса е 2,31 cm, а средната площ на мускулното око е 34,9 cm².